# Keri-Anne Payne
Keri-Anne Payne (-Carry) (Johannesburgo, Sudáfrica, 9 de diciembre de 1987) es una nadadora británica, retirada, de origen sudafricano especializada en pruebas de natación en aguas abiertas, donde consiguió ser subcampeona olímpica en 2008 en los 10 kilómetros.
Está casada con el también nadador olímpico y campeón del mundo de 4x200 metros libres David Carry desde 2012.

## Carrera deportiva
- En los Juegos Olímpicos de Pekín 2008 ganó la medalla de plata en los 10 kilómetros en aguas abiertas, con un tiempo de 1:59.29 segundos, tras la rusa Larisa Ilchenko y por delante de su paisana británica Cassandra Patten.[5]

- Consiguió la medalla de oro durante el Campeonato Mundial de Natación de 2009 en la prueba de 10 km aguas abiertas.[4]

- Tres años después, en el Campeonato Mundial de Natación de 2011 celebrado en Shanghái ganó el oro en los 10 kilómetros aguas abiertas, con un tiempo de 2:01:58 segundos, por delante de la italiana Martina Grimaldi  y la griega Mariánna Lympertá.[4]

- Se retiró de la competición en el año 2017.[2][7][8]

## Palmarés internacional
| Campeonato Mundial de Natación | Campeonato Mundial de Natación | Campeonato Mundial de Natación | Campeonato Mundial de Natación |
| Año                            | Lugar                          | Medalla                        | Prueba                         |
| ------------------------------ | ------------------------------ | ------------------------------ | ------------------------------ |
| 2009                           | Roma ( Italia)                 | Medalla de oro                 | 10 km                          |
| 2011                           | Shanghái ( China)              | Medalla de oro                 | 10 km                          |
| Juegos Olímpicos               |                                |                                |                                |
| 2008                           | Pekín China)                   | Medalla de bronce              | 10 km                          |
| Juegos de la Mancomunidad      |                                |                                |                                |
| 2010                           | Nueva Delhi ( Italia)          | Medalla de plata               | 400 m estilos                  |